# Luis Alberto Galagorri
Luis Alberto Galagorri Paz (Mercedes, Soriano, Uruguay, 11 de noviembre de 1926 - Montevideo, Uruguay, 2 de enero de 2023), fue un magistrado uruguayo, quien se desempeñó como miembro del Tribunal de lo Contencioso Administrativo entre 1985 y 1995.

## Primeros años
Nació en Mercedes el 11 de noviembre de 1926,hijo de Mateo Galagorri Ozmendia y de María Cecilia Paz. 
En 1952 ingresó a cumplir funciones como funcionario administrativo en el Poder Judicial.
Paralelamente cursó estudios en la Facultad de Derecho de la Universidad de la República, donde se graduó como abogado en 1961.

## Juez de Paz
En marzo de 1961 inició su carrera judicial al ser designado Juez de Paz de la segunda sección judicial de Maldonado, con sede en la ciudad de San Carlos.

## Juez de Paz en la capital
En marzo de 1962 pasó a cumplir funciones en Montevideo como Juez de Paz de la décima sección judicial de dicha ciudad.

## Juez Letrado en el interior
En febrero de 1963 fue ascendido a Juez Letrado de Paso de los Toros.
En agosto del mismo año pasó a ser Juez Letrado de Treinta y Tres y en octubre de 1964 fue nuevamente trasladado al Juzgado Letrado de Durazno.

## Juez Letrado en la capital
En febrero de 1965 ascendió nuevamente a desempeñarse en la capital del país, inicialmente como Juez Letrado de Instrucción y Correccional de Cuarto Turno;solo un mes después, en marzo de 1965, fue trasladado al Juzgado Letrado en lo Civil de 18° turno,donde permaneció durante quince años.

## Tribunal de Apelaciones
En marzo de 1980 recibió un nuevo ascenso al ser designado como uno de los miembors del Tribunal de Apelaciones en lo Penal de Tercer Turno que acababa de ser creado.
En noviembre del mismo año pasó a integrar el Tribunal de Apelaciones en lo Civil de Tercer Turno.

## Tribunal de lo Contencioso Administrativo
Una vez finalizada la dictadura cívico militar instaurada en 1973 y restaurada la democracia, en mayo de 1985 la Asamblea General declaró vacantes la totalidad de los cargos de la Suprema Corte de Justicia y del Tribunal de lo Contencioso Administrativo, por entender que los integrantes que permanecían en ella (en el caso del TCA, Carlos Maestro Toletti, Francisco D'Angelo, Orlando Olmedo, Héctor Clavijo y José Julio Folle) carecían de investidura legítima por haber sido designados durante el período dictatorial, y entendió que el plazo de 90 días con que contaba para llenar dichas vacantes corría a partir de la instalación del Parlamento.Los integrantes del TCA acataron la decisión y presentaron su renuncia.
Al borde de finalizar el plazo constitucional, el 15 de mayo de 1985, la Asamblea General eligió como nuevos integrantes del Tribunal a Galagorri, José Roberto Figueroa Martínez, Luis Torello, Manuel Díaz Romeu y Folle, siendo este el único reelecto y que continuó en su cargo de los actuantes en el período anterior.Todos prestaron juramento el mismo día. 
Galagorri y Díaz Romeu cesaron en su cargo en el mencionado Tribunal en mayo de 1995, al completar el plazo máximo de diez años de permanencia en el mismo establecido por el artículo 308 de la Constitución, que se remite en cuanto a las condiciones para ocupar dicho cargo a las previstas para los miembros de la Suprema Corte de Justicia.Fueron los primeros magistrados en completar dicho período en el TCA desde Horacio Hughes en 1977. 
Las vacantes que dejaron, junto con la generada por el cese de Amelia Pereira de Balestrino poco tiempo antes, fueron cubiertas en julio de 1995 por la Asamblea General con las designaciones de Juan Almirati Cacheiro, Manuel Mercant y José Baldi.

## Otras actividades.Vida personal y fallecimiento
Galagorri se desempeñó como directivo y presidente del Club Soriano y como miembro de la Comisión Directiva de la Asociación Estudiantes de Mercedes.
Contrajo matrimonio en septiembre de 1953 con Corina Triay Rodríguez, con quien tuvo tres hijos, María del Rosario, Estela y Carlos Alberto Galagorri Triay.
Luis Alberto Galagorri falleció en Montevideo el 2 de enero de 2023, a los 96 años de edad.